# Слидец
Сли́дец (другой русскоязычный вариант наименования — Слидцы) (бел. Слі́дзец) — озеро в Чашникском районе Витебской области Белоруссии. Относится к бассейну реки Лукомка. Отличается достаточно значительной глубиной и прозрачностью.

## Описание
Озеро Слидец расположено в 11 км к югу от города Чашники и в 0,7 км к югу от деревни Слидцы.
Площадь поверхности озера составляет 0,55 км². Длина — 1,91 км, наибольшая ширина — 0,48 км. Длина береговой линии — 6,3 м. Наибольшая глубина — 19,1 м, средняя — 6,8 м. Объём воды в озере — 3,75 млн м³. Площадь водосбора — 8 км².
Котловина озера лощинного типа, вытянутая с севера на юг. Склоны — высотой от 10 до 25 м, поросшие кустарником, крутые в нижней части и пологие в верхней. Берега преимущественно сливаются со склонами котловины. На севере, юге и западе присутствуют небольшие участки заболоченной поймы шириной от 10 до 80 м и зыбунов. Береговая линия умеренно извилистая. В южной части озера имеется большой залив.
Озёрное ложе состоит из узкой литорали, крутого сублиторального склона и относительно плоской профундали. Дно до глубины 4 м песчаное, ниже выстланное глинистым илом.
Озеро мезотрофное, зарастает слабо. Прозрачность воды достигает 3,2 м, цветность — 10—15°, минерализация — до 340 мг/л. Ширина полосы растительности — до 40 м. Подводная растительность распространяется до глубины 3—4 м.
В озере водятся щука, лещ, плотва, окунь, краснопёрка, линь и другие виды рыб. Производится промысловый лов рыбы.